# Evreica din Toledo

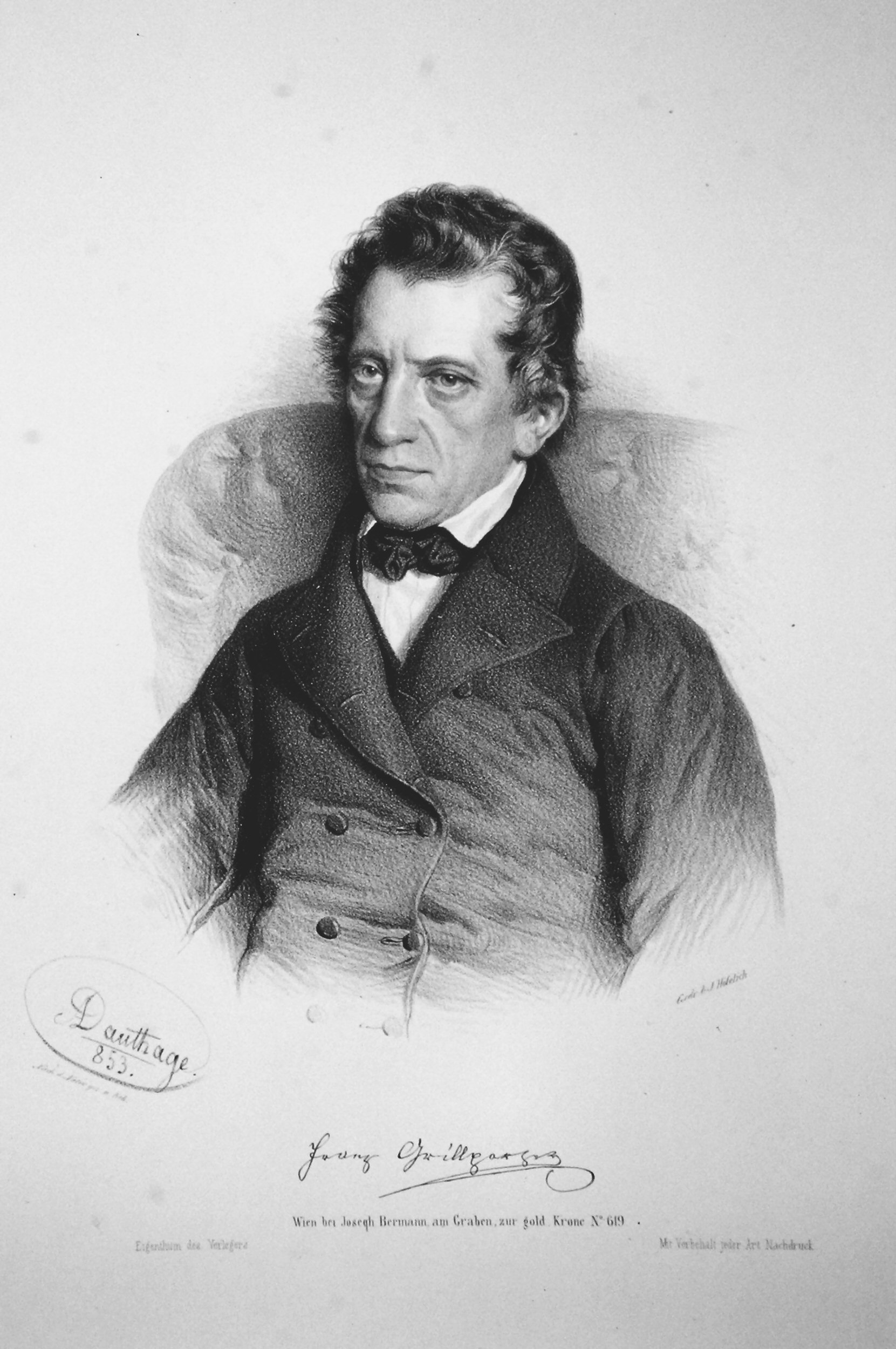
Franz Grillparzer

Evreia din Toledo (în germană Die Jüdin von Toledo) este o piesă de teatru austriacă, o tragedie istorică în 5 acte scrisă de Franz Grillparzer. A fost scrisă în 1851 și a fost interpretată pentru prima dată la Praga la 22 noiembrie 1872, după moartea lui Grillparzer.
Piesa se bazează pe relația de dragoste dintre regele Alfonso al VIII-lea al Castiliei și Rahel la Fermosa, o femeie de origine evreiască.

## Prezentare
Piesa are loc în jurul anului 1195. În ciuda avertismentelor tatălui și sorei sale, frumoasa și fermecătoarea evreică Rahel se duce în grădina regală din Toledo și surprinde cuplul regal. Aici îl întâlnește pe încă tânărul rege Alfonso al VIII-lea al Castiliei, care a cunoscut doar căsătoria cu englezoaica Eleanor, dar nu pasiunea și dragostea.
În timp ce regina este dezgustată de pătrunderea intrusei, regele rămâne fascinat de pasiunea acestei femei ciudate. În timp, regele cade sub farmecul evreicei. Între timp, amenințarea asupra cetății Toledo, casa creștinilor, crește pe măsură ce războiul cu maurii se apropie. Mai marii orașului se întâlnesc în prezența reginei, ei decid moartea Rachelei pentru a-l aduce înapoi pe Alfonso la îndatoririle sale politice și civile. Deși el dizolvă imediat adunarea și se  pocăiește în fața soției sale, el nu reușește să împiedice prinderea și uciderea Rachelei. Îndurerat, Alfonso vrea să-i prindă pe vinovații responsabili de moartea Rachelei. Cu toate acestea, vederea cadavrului, care a fost desfigurat dincolo de recunoașterea sa, declanșează o schimbare brutală a inimii sale: regretă legătura scurtă și uitarea emoțională de sine, își schimbă dispoziția și pleacă la război cu maurii.

## Personaje
- Alfonso al VIII-lea, regele Castilei
- Eleanor Plantagenet, Contesă de Pembroke, soția sa
- Prințul, fiul celor doi
- Manrique , contele von Lara
- Don Garceran , fiul său
- Isaac, evreu
- Esther, fiica lui Isaac
- Rahel, fiica lui Isaac

## Inspirație
Grillparzer a adaptat liber Las paces de los Reyes y Judía de Toledo de Lope de Vega  (Rahel la Fermosa a servit ca model), cu toate că un alt eveniment istoric ar fi putut avea o influență mai mare asupra conținutului tragediei lui Grillparzer, și anume relația regelui Ludovic I al Bavariei cu dansatoarea irlandeză Lola Montez în jurul anului 1847, relație care a provocat o revoltă a populației.

## Adaptări și lucrări asemănătoare
În 1919, piesa a fost adaptată într-un film mut german omonim regizat de Otto Kreisler, cu actorii  Franz Höbling, Ida Norden și Thea Rosenquist în rolurile principale.  
La Historia de Fermosa de Abraham S. Marrache prezintă aceeași poveste, dar sub forma unui roman istoric.
Lion Feuchtwanger a scris un roman istoric omonim (Die Jüdin von Toledo, publicat și în Germania sub titlul Balada spaniolă), care  descrie, de asemenea, legătura regelui Alfonso al VIII-lea cu Rahel la Fermosa (o evreică din Toledo).